# 信用風險
信用風險（Credit risk）是指交易對手未能履行約定契約中的義務而造成經濟損失的風險。由於信用風險會對公司或個人的利益產生很大的影響，因此信用風險管理變成很重要的工作，較大的公司常有專門人員，針對各個交易對象的信用狀況作評估來衡量可能的損益以及減低可能的損失。一般而言，風險越高，債務人將被要求償還債務的利率就越高。信用風險主要發生在借款人無法自願或不情願地支付到期款項時。
信用風險管理，指的是针对交易對手、借款人或債券發行人具有違約「可能性」所產生的風險，進行管理。詳細拆分此風險成分，可以區分成「違約機率」、「違約損失率」、「違約曝險額」。
信用風險管理為目前金融業界的最大課題。除了針對「放款部位」進行信用風險管理外，也需要針對其投資的「交易對手」，或「證券發行者」進行信用風險管理。

## 相關
- 征信
- 呆帳
- 信用额度
- 信用评分
- 信資通